# Trans Austria Gas Pipeline
I gasdotti Trans Austria Gas (TAG 1 e TAG 2) trasportano gas naturale dal confine Slovacchia - Austria presso Baumgarten an der March fino a Arnoldstein nel sud dell'Austria, vicino al confine con l'Italia. Il gas naturale proveniente dalla Russia è trasportato e consumato in Italia e Austria.
I gasdotti paralleli sono lunghi 380 km circa. La prima linea è stata costruita negli anni 1973/1974 mentre la seconda linea negli anni 1987/1988
, recentemente è divenuta operativa una estensione del gasdotto chiamata TAG Loop II, completata nel 2006/2007. In seguito, lungo la linea sono state disposte ulteriori 2 Centrali di Compressione ed eseguito il revamping delle esistenti, per aumentare la capacità nominale del metanodotto, nell'ambito del progetto TAG EXP 04 che si è concluso nel 2009.
La compagnia che gestisce il gasdotto è una joint-venture fra l'azienda italiana Eni e l'austriaca OMV.
Eni ha avviato il processo di dismissione della sua partecipazione.
Il 10 giugno 2011 ENI cede l'89% delle azioni detenute in Trans Austria Gasleitung GmbH a Cassa Depositi e Prestiti per un totale di prezzo pari a 483 milioni di euro, oltre al rimborso di un finanziamento soci erogato da Eni alla società pari a circa 192 milioni di euro. La partecipazione è detenuta attraverso il veicolo CDP Gas S.r.l. (100% CDP).
Dal 2014 è parte di SNAM.
Il 1 ottobre 2022 verranno sospese le forniture di gas in Italia, da comunicato di ENI. Il checkpoint di Tarvisio sarà a livello zero, afferma l'azienda italiana.